# Залиман (Луганская область)
Залиман (укр. Залиман) — село в Кременском районе Луганской области Украины, входит в Краснореченский поселковый совет.
Население по переписи 2001 года составляло 466 человек. Почтовый индекс — 92915. Телефонный код — 6454. Занимает площадь 2,29 км². Код КОАТУУ — 4421655401.

## Местный совет
92913, Луганська обл., Кремінський р-н, смт. Красноріченське, вул. Фрунзе, 20  (укр.)